# Fadumo Ahmed Alin
Fadumo Ahmed Alin var en somalisk politiker. 
Hon arbetade som lärare. Hon var biträdande utbildningsminister 1974–1982. Hon var därmed den första kvinnliga ministern i Somalia.